# Värmedöden

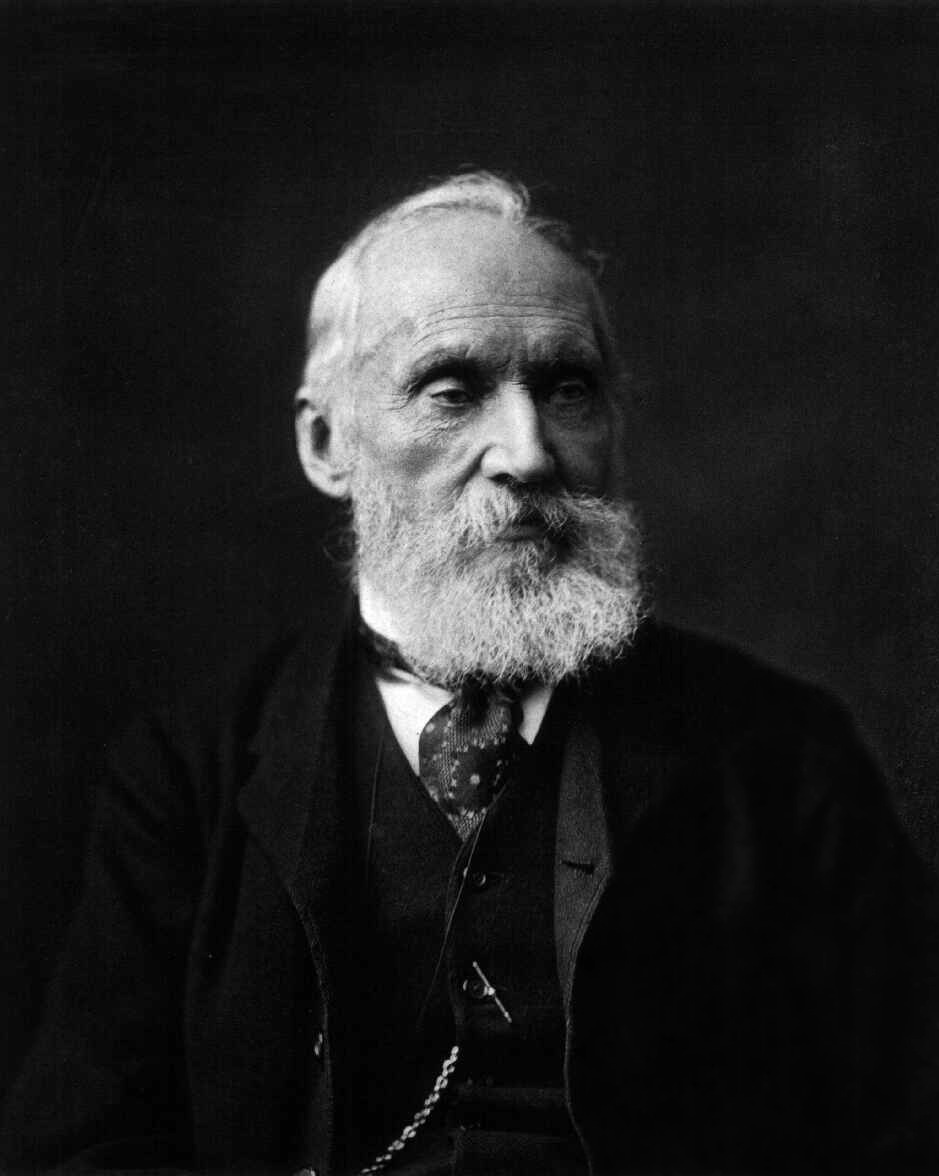
Det var Lord Kelvin (William Thomson) som utvecklade idén om värmedöden 1852.

Värmedöden (även känd som entropins maximum) är ett hypotetiskt tillstånd i teorierna om universums framtid som inträffar efter Big Chill. Alla temperaturskillnader i universum skall då ha jämnats ut.